# Абрамцевский путепровод
Абра́мцевский путепрово́д — бывший железнодорожный однопролётный мост-путепровод на востоке города Москвы. Пропускает по себе железнодорожные пути Малого кольца Окружной МЖД (между станциями «Ростокино» и «Белокаменная») над Абрамцевской просекой; путепровод находится недалеко от северной горловины станции «Белокаменная».

## История
Сооружён в 1908 году на Малом кольце Окружной МЖД. Расположен на трассе Абрамцевской просеки и назван соответственно. В 2014—2015 году заменён на водопропускную трубу.

## Описание
По состоянию на 2013 год проезд под путепроводом, соединяющий 1-й Белокаменный проезд и Абрамцевскую просеку, почти не использовался для автомобильного движения под ним (ввиду закрытого проезда на территорию парка «Лосиный остров», а также ликвидации складских помещений). Летом 2008 года был отремонтирован, до этого был практически круглый год затоплен. В 2014—2015 годах при реконструкции станции Белокаменная путепровод был заменён водопропускной трубой.

## Конструкция[1]
- Материал — сталь, железобетон.

## Соседние путепроводы через железнодорожные пути Малого кольцаОкружной МЖД
- По часовой стрелке — Лосиноостровский путепровод
- Против часовой стрелки — …[уточнить]

## Транспорт

### Наземный транспорт
- Ближайшая к путепроводу автобусная остановка — «Яузская аллея» (автобус № 75), расположенная рядом с пересечением Яузской аллеи и 1-го Белокаменного проезда.

### Железнодорожный транспорт
Станция «Белокаменная» Московского центрального кольца.

## Перспективы развития
Ожидается реконструкция в ходе строительства 4ТК.